# Janus Pannonius (album)
A Misztrál együttes koordinálásával jelent meg a Janus Pannonius című lemeze 2008-ban. A lemezen a költő megzenésített versei találhatók a következő előadók tolmácsolásában:
Huzella Péter, Kaláka együttes, Kátai Zoltán, Kobzos Kiss Tamás, Misztrál, Musica Historica, Sebő-együttes, Szélkiáltó együttes, Tolcsvay Béla, Vagantes trió

## Számok
1. Pannónia dicsérete
eredeti cím: Laus Pannoniae
fordította: Berczeli A. Károly
előadják: a lemezen közreműködő énekesek
2. Mars istenhez békességért
eredeti cím: Ad Martem, precatio pro pace
fordította: Kardos Tibor
zene: Huzella Péter
előadja: Huzella Péter - 6-húros gitár, ének
közreműködik: Heinczinger Miklós - moldvai furulya; Pusztai Gábor - ütőhangszerek; Török Máté - cselló
3. Hunyadi János sírfelirata; Hunyadi Jánosnak, Mátyás király atyjának sírfelirata
eredeti cím: Epitaphium Ioannis Huniadis; Epitaphium Ioannis Hunyadi, Matthiae regis patris
fordította: Jánosy István; Csorba Győző
zene: Kátai Zoltán
előadja: Kátai Zoltán - koboz, ének
4. Prosperhez; Egy dunántúli mandulafáról
eredeti cím: Ad Prosperum; De amygdalo in Pannonia nata
fordította: Tellér Gyula; Weöres Sándor
zene: Török Máté
előadja a Misztrál együttes: Heinczinger Miklós - ének; Hoppál Mihály - basszusgitár; Pusztai Gábor - ütőhangszerek; Tóbisz :Tinelli Tamás - ének; Török Máté - ének, gitár, cselló
közreműködik: Csörsz Rumen István - lant; Kónya István - lant
5. Abiens valere iubet sanctos reges, Waradini (Búcsú Váradtól - részletek)
zenei átdolgozás XVI. századi dallamok felhasználásával: Csörsz Rumen István
előadja a Musica Historica együttes: Csörsz Rumen István - lant, ének; Juhász Viktor - fidula, korus; Kasza Roland - derbuka; :Palócz Réka - hárfa; Sudár Balázs - diszkantlant; Széplaki Zoltán - harántfuvola, furulya, korus
6. Búcsú Váradtól
eredeti cím: Abiens valere iubet sanctos reges, Waradini
fordította: Áprily Lajos
zene: Radványi Balázs
előadja a Kaláka együttes: Becze Gábor - nagybőgő, vokál; Gryllus Dániel - blockflőte, vokál; Gryllus Vilmos - koboz, vokál; :Radványi Balázs - ének
7. Névváltoztatásáról
eredeti cím: De immutatione sui nominis
fordította: Berczeli A. Károly
zene: Lakner Tamás
előadja a Szélkiáltó együttes: Lakner Tamás - gitár, mandolin, ének; Fenyvesi Béla - tamburica, ének; Keresztény Béla - :mandolin, ütőhangszerek, ének; Rozs Tamás - cselló, ének
8. A narni Galeottohoz
eredeti cím: Ad Galeottum Narniensem
fordította: Csorba Győző
zene: Csörsz Rumen István
előadja: Csörsz Rumen István - lant, ének
9. Az udvaroncok szerencséjének forgandóságáról
eredeti cím: De fortuna aulicorum
fordította: Fodor András
zene: Sebő Ferenc
előadja a Sebő-együttes: Sebő Ferenc - ének, gitár; Barvich Iván - tárogató; Orczi Géza - tapan, derbuka, csörgő; Perger László :- bolgár tambura
10. Könyörgés az istenekhez a török ellen hadba induló Mátyás királyért
eredeti cím: Comprecatio Deorum pro rege Matthia in Turcos bellum parante
fordította: Illyés Gyula
zene: Fenyvesi Béla
előadja a Szélkiáltó együttes: Lakner Tamás - hegedű, ének; Fenyvesi Béla - gitár, furulya, ütőhangszerek, ének; Keresztény Béla - ütőhangszerek, ének; Rozs Tamás - cselló, ének
11. Comprecatio Deorum pro rege Matthia in Turcos bellum parante (Könyörgés az istenekhez a török ellen hadba induló Mátyás királyért)
zene: Hoppál Mihály, Pusztai Gábor (török és bolgár tradicionális dallamok felhasználásával)
előadja a Misztrál együttes: Heinczinger Miklós - ének, klarinét, zurna; Hoppál Mihály - nagybőgő, saz, brácsa, psalterium; Pusztai Gábor - ütőhangszerek; Tóbisz Tinelli Tamás - ének; Török Máté - ének, mandolin, koboz, cselló
közreműködik: Csörsz Rumen István - bolgár duda; Széplaki Zoltán - töröksíp
12. Ágneshez; Milyen barátnőt szeretne
eredeti cím: De Agnete; Qualem optet amicam
fordította: Kardos Tibor; Csorba Győző
zene: Tolcsvay Béla
előadja: Tolcsvay Béla - ének, 12-húros gitár
közreműködik: Pusztai Gábor - ütőhangszerek; Hoppál Mihály - nagybőgő
13. Mikor a táborban megbetegedett
eredeti cím: De se aegrotante in castris
fordította: Kálnoky László
zene: Huzella Péter
előadja: Huzella Péter - 6-húros gitár, ének
14. Pannónia dicsérete
eredeti cím: Laus Pannoniae
fordította: Berczeli A. Károly
zene: Radványi Balázs
előadja a Kaláka együttes: Becze Gábor - nagybőgő, ének; Gryllus Dániel - ének; Gryllus Vilmos - koboz , ének; Radványi Balázs - ének, gitár
15. Laus Pannoniae - Pannónia dicsérete
eredeti cím: Laus Pannoniae
fordította: Berczeli A. Károly
zene: Sebő Ferenc
előadja a Sebő-együttes: Sebő Ferenc - ének, tekerő; Barvich Iván - kaval; Orczi Géza - tapan, csörgő; Perger László - bolgár tambura;
16. Óda ugyanahhoz [Ó kilenc nővér...] „Henrikhez, a germán költőhöz”
eredeti cím: Ad eundem ode
fordította: Jelenits István
zenei átdolgozás XVI. századi dallamok felhasználásával: Csörsz Rumen István
előadja a Musica Historica együttes: Csörsz Rumen István - lant, ének; Juhász Viktor - fidula; Széplaki Zoltán - zergekürt
17. A nyúlról és a rókáról; Tháleszról, amikor egy öregasszony gúnyolta; Epigramma [Mert a hibákat akár egy kézzel is el tudod érni...]
eredeti cím: De lepore et vulpe; De Thalete ab anu irriso; Epigramma
fordította: Csonka Ferenc
zenei átdolgozás XVI. századi dallamok felhasználásával: Szabó István
előadja a Vagantes trió: Kálmán Péter - dob; Szabó István - ének, koboz; Tóth István - blockflőte
18. Lelkemhez
eredeti cím: Ad animam suam
fordította: Berczeli A. Károly
zene: Kobzos Kiss Tamás
előadja: Kobzos Kiss Tamás - gitár, ének
19. Panaszkodik a király hosszas távolléte miatt; Mátyás királyhoz
eredeti cím: Conqueritur de mora regis; Ad Matthiam regem
fordította: Berczeli A. Károly
zene: Heinczinger Miklós
előadja a Misztrál együttes: Heinczinger Miklós - ének; Hoppál Mihály - nagybőgő, saz; Pusztai Gábor - ütőhangszerek; Tóbisz :Tinelli Tamás - ének; Török Máté - ének, gitár
20. Az emberi élet veszteségéről
eredeti cím: De iactura vitae humanae
fordította: Csonka Ferenc
zene: Kátai Zoltán
előadja: Kátai Zoltán - koboz, ének
közreműködik: Török Máté - ének
21. Békéért
eredeti cím: Pro pace
fordította: Csorba Győző
zene: Tóbisz Tinelli Tamás
előadja a Misztrál együttes: Heinczinger Miklós - ének, basszusfurulya; Hoppál Mihály - nagybőgő; Tóbisz Tinelli Tamás - ének, :6-húros gitárok; Török Máté - ének, cselló
közreműködik: Gulyás Csilla - hárfa
22. Pannónia dicsősége
eredeti cím: Laus Pannoniae
fordította: Havasi Attila
előadja: Kátai Zoltán